# Медведев, Виталий Федосович
Виталий Федосович Медведев (бел. Віталь Фядосавіч Мядзведзеў (26 сентября 1928  года— 17 июня 2020 года) — советский и белорусский экономист. Член-корреспондент Национальной академии наук Беларуси (1984), доктор экономических наук (1981), профессор (1982). Участник партизанского движения в Белоруссии. Награждён орденом «Знак Почёта» (1978), медалями.

## Биография
Окончил Белорусский государственный университет (БГУ), географический факультет (1952). С 1955 г. младший, старший научный сотрудник Института экономики АН БССР. С 1961 г. начальник отдела Госплана БССР, с 1967 г. директор НИИ экономики и экономико-математических методов планирования при Госплане БССР, с 1973 г. директор БелНИИ научно-технической информации и технико-экономических исследований Совета Министров Республики Беларусь, с 1994 г. старший советник института «Белинформпрогноз» при Администрации Президента Республики Беларусь, с 1998 г. руководитель отдела, Центра мировой экономики и международных экономических отношений Института экономики Национальной академии наук Беларуси.

## Направления научных исследований
Работы посвящены методологии исследования, моделирования и прогнозирования развития региональных экономических систем, решению конкретных экономических проблем долгосрочного и среднесрочного развития Беларуси, построению системы информационного обеспечения науки, техники, производства. Предложил систему методов и моделей разработки прогнозов, схем размещения производительных сил и комплексного развития народного хозяйства Беларуси, разработал совокупность научных обоснований формирования и развития народнохозяйственного комплекса Республики Беларусь. Разработал модель международных экономических отношений Республики Беларусь с мировым сообществом. Под его руководством разработаны Национальные программы развития экспорта, туризма на среднесрочную перспективу.

## Награды
- Орден «Знак Почёта»

## Публикации
Автор более 300 научных работ, в том числе 8 монографий.
Основные труды:
- Совершенствование регионального планирования. Мн., 1979.
- Современный мир и проблемы формирования в Беларуси новой модели социально-экономической системы. Мн., 1997.
- Национальная программа развития экспорта на 2000-05 гг. Мн., 2000.
- Мировая экономика. Мн., 2003 (в соавт.).